# Eta del Gall Dindi
Eta del Gall Dindi (η Pavonis) és una estrella en la constel·lació del Gall Dindi. Posseeix una ascensió recta de 17h 45m 44.00s i una declinació de −64° 43′ 25.4″. La seva magnitud aparent és igual a 3.61. Considerant la seva distància de 371 anys-llum amb relació a la Terra, la seva magnitud absoluta és igual a 1.41. Pertinany a la classe espectral K1III.